# Esperiopsis flava
Esperiopsis flava är en svampdjursart som beskrevs av Claude Lévi 1993. Esperiopsis flava ingår i släktet Esperiopsis och familjen Esperiopsidae.
Artens utbredningsområde är havet kring Nya Kaledonien. Inga underarter finns listade i Catalogue of Life.